# Jō

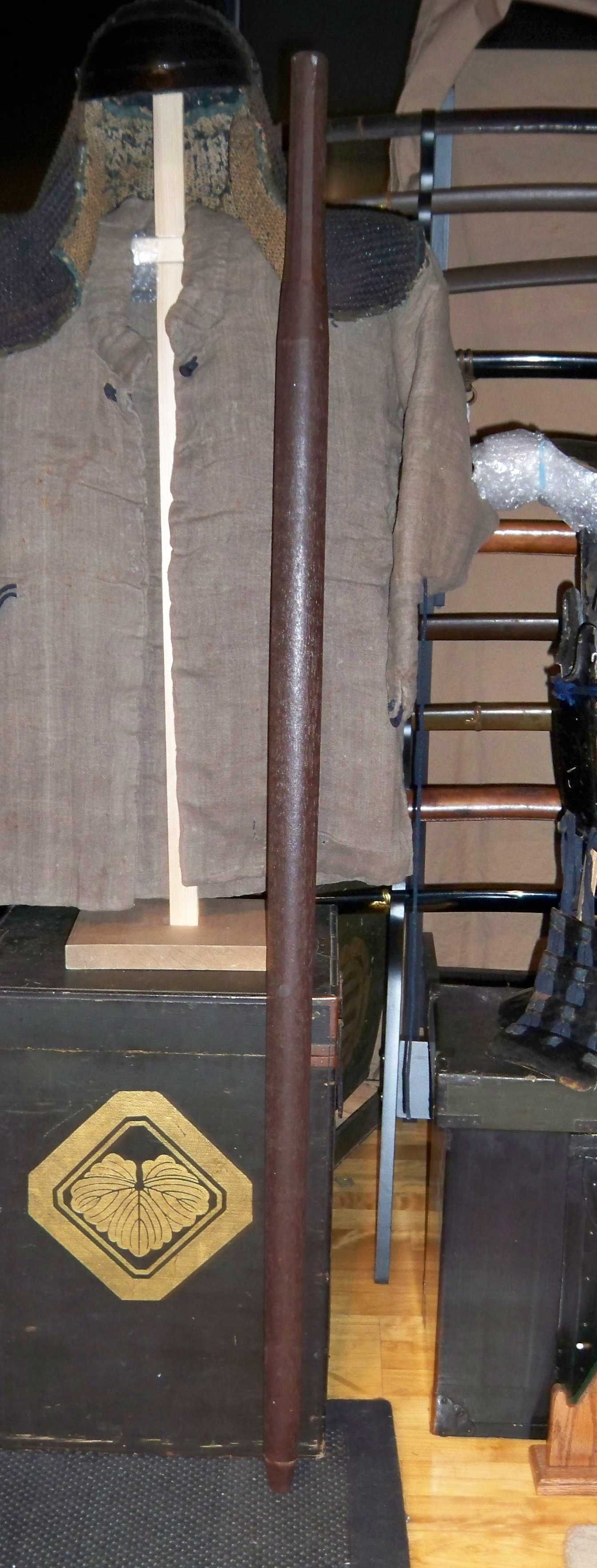
Jō của Nhật Bản, cao 127,6 cm và có chu vi 15 cm, được làm theo dáng một cây gậy ba toong lớn.

Một thanh jō (杖 (trượng) じょう) là một cây gậy bằng gỗ dài khoảng 1,27 mét (4,2 ft), được sử dụng trong một số bộ môn võ thuật Nhật Bản. Môn võ thuật luyện tập về việc sử dụng jō được gọi là jōjutsu hoặc jōdō. Ngoài ra, aiki-jō là một tập hợp các kỹ thuật trong aikido sử dụng jō để minh họa các nguyên lý của aikido bằng vũ khí. Loại gậy jō thì ngắn hơn bō. Ngày nay, một số lực lượng cảnh sát Nhật vẫn sử dụng jō.

## Lịch sử tiếp theo

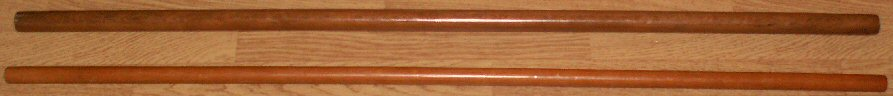
Hai thanh jō